# Neonikotinoid
Neonikotinoider er en klasse af neuro-aktive insekticider, der kemisk minder om nikotin og er meget anvendt. Neonikotinoidet imidacloprid er for nærværende det mest anvendte insekticid i verden. Neonikotinoiderne omfatter acetamiprid, clothianidin, imidacloprid, nitenpyram, nithiazine, thiacloprid og thiamethoxam.
På grund af mistanken om at neonikotinoiderne er skyld i honningbiers massedød, Colony Collapse Disorder, (CCD), har EU fra 1. december 2013 forbudt anvendelsen af imidacloprid, thiamethoxam og clothianidin i en periode af to år. Det er i 2015 rapporteret at neonikotinoider i koncentrationer, som forekommer i sprøjtede områder, nedsætter humlebiers hjernefunktion, nedsætter formeringen og sænker kolonistørrelsen.
Et nyt større studium antyder at den kommende “insekt-apokalypse” i USA skyldes, at landbrugsområderne er blevet 48 gange mere toksiske end de var for 25 år siden, primært p.gr.a. brugen af neonicotinoiderne.

## Nyt forbud
Giftstofferne har læng været forbudt i EU til al udendørs brug, men alligevel har Danmark sammen med en række andre EU-lande givet landbruget dispensationer til at fortsætte brugen. I november 2019 meddelte regeringen, efter pres fra naturorganisationerne, at man vil udfase dispensationerne. Samtidig forbydes brugen af neonikotinoider i væksthuse og på golfbaner.

## Internationalt
Frankrig forbød i 2018 alle fem neonikotinoider , og senere på året i hele EU. Imidlertid gav myndighederne i flere lande (Østrig, Frankrig, Danmark og Storbritannien) dispensationer til at omgå forbuddet. I januar fastslog den Europæiske Unions Domstol at EU-lande ikke længere må give dispensation til at bruge sprøjtemidler, som indeholder neonikotinoider.